# Nozomi Yamamoto
Nozomi Yamamoto (山本 希望 Yamamoto Nozomi) es una seiyū japonesa nacida el 9 de agosto de 1988 en la Prefectura de Aomori. Ha participado en animaciones como Absolute Duo, Boku wa Tomodachi ga Sukunai, Joshiraku y Girls und Panzer, entre otras. Está afiliada a VIMS.

## Roles Interpretados

### Series de Anime
2011
- Boku wa Tomodachi ga Sukunai como Yukimura Kusunoki.
- Un-Go como Rie Kaishō.

2012
- Girls und Panzer como Nakajima.
- K como Sakura Asama.
- Sword Art Online como Yolko (eps 5-6, 25).
- Tsuritama como Erika Usami.

2013
- Aoki Hagane no Arpeggio como I-402.
- Boku wa Tomodachi ga Sukunai Next como Yukimura Kusunoki.
- Gen'ei o Kakeru Taiyō como Yume Higashiyama (ep 4).
- Genshiken Nidaime como Chika Ogiue.
- Joshiraku como Tetora Bōhatei.
- Kami-sama no Inai Nichiyōbi como Meu (eps 10-12).
- Love Live! como Fumiko.
- Pretty Rhythm Rainbow Live como Ai Jōzenji (6 episodios), Cooloon, Cosmo Hōjō (ep 34) y Sessny.
- Super Seisyun Brothers como Chiko Shinmoto.
- Tanken Driland - 1000-nen no Mahō - como la Diosa Bestia Gracia (ep 4).

2014
- Akatsuki no Yona como Ao y Soo-Won (niño; eps 1, 3).
- Akuma no Riddle como Fuyuka Sagae (ep 5).
- Captain Earth como Ai.
- Daitoshokan no Hitsujikai como Senri Misono.
- Love Live! 2 como Fumiko.
- Minarai Diva como Ui Harune.
- PuriPara como Cosmo Hōjō y Nagisa (eps 7, 17, 26).
- Wake Up, Girls! como Moka Suzuki.

2015
- Absolute Duo como Julie Sigtuna.
- Kūsen Madōshi Kōhosei no Kyōkan como Misora Whitale.
- PuriPara 2 como Cosmo Hōjō.
- The IDOLM@STER Cinderella Girls como Rika Jōgasaki.
- The IDOLM@STER Cinderella Girls 2 como Rika Jōgasaki.
- Utawarerumono: Itsuwari no Kamen como Nosuri.

2016
- Ange Vierge como Mayuka Sanagi.[4]
- Ao no Kanata no Four Rhythm como Mashiro Arisaka.
- Schwarzesmarken como Irisdina Bernhard.

2017
- Idol Jihen como Ringosama Yami.

### Especiales
2013
- Genshiken Nidaime Specials como Chika Ogiue.

### OVAs
2011
- Boku wa Tomodachi ga Sukunai Episode 0 como Yukimura Kusunoki.

2012
- Boku wa Tomodachi ga Sukunai: Relay Shousetsu wa Ketsumatsu ga Hanpanai como Yukimura Kusunoki.
- Holy Knight como Akira Sakamoto.

2013
- Genshiken Nidaime OVA como Chika Ogiue.

2015
- Haiyore! Nyaruko-san F como Atoko Shirogane.

### Películas
2011
- Un-Go episode:0 Inga-ron como Rie Kaishō.

2014
- Wake Up, Girls! Shichi-nin no Idol como Moka Suzuki.

2015
- Aoki Hagane no Arpeggio: Ars Nova DC como I-402.
- Love Live! The School Idol Movie como Fumiko.

### VOMIC
- Ansatsu Kyoshitsu como Nagisa Shiota.

### Drama CD
- Akatsuki no Yona como Ao.
- Boku wa Tomodachi ga Sukunai como Yukimura Kusunoki.
- Imouto sae Ireba Ii. como Chihiro Hashima.
- THE IDOLM@STER CINDERELLA MASTER 005: Rika Jōgasaki como Rika Jōgasaki.

### Videojuegos
- Boku wa Tomodachi ga Sukunai Portable como Yukimura Kusunoki.
- Granado Espada como Jane.
- Granblue Fantasy como Rika Jōgasaki.
- Idol Jihen como Ringosama Yami.
- Nitroplus Blasterz: Heroines Infinite Duel como Althea.
- Pretty Rhythm Rainbow Live: Kira Kira My☆Deco Design como Cosmo Hōjō.
- Schwarzes Marken como Irisdina Bernhard.
- Sei Madou Monogatari como Kuu.
- Sōsei no Onmyōji como Ran Ikuno.
- Utawarerumono: The False Faces como Nosuri.
- Arknights como Estelle

- Honkai Impact 3rd como Pardofelis
- Super Robot Wars V como Nine

## Música

### Boku wa Tomodachi ga Sukunai
Junto con sus compañeros de elenco participó en los siguientes temas:
- Boku wa Tomodachi ga Sukunai (1º Temporada): el opening Zannenkei Rinjinbu Hoshi Futatsuhan (残念系隣人部★★☆ "El Club de Vecinos Lamentable Two and a Half Stars").[5]
- Boku wa Tomodachi ga Sukunai: Relay Shousetsu wa Ketsumatsu ga Hanpanai (OVA): el opening Zannenkei Rinjinbu Hoshi Futatsuhan (残念系隣人部★★☆ "El Club de Vecinos Lamentable Two and a Half Stars") y el ending Kimi wa Tomodachi (君は友達).[6]
- Boku wa Tomodachi ga Sukunai Next (2º Temporada): el opening Be My Friend y el ending Bokura no Tsubasa (僕らの翼).[7][8]

### Genshiken
- Genshiken Nidaime: participó en el ending Aoku Yurete Iru (アオくユレている) junto con Sumire Uesaka, Yumi Uchiyama y Ai Kakuma.[9][10]
- Genshiken Nidaime OVA: interpretó el ending Signpost.[11]

### Idol Jihen[12]
Como parte del grupo "Smile♥X" interpretó:
- That's My Poli para el videojuego Idol Jihen.
- Utae! Ai no Kōyaku (Sing! Pledge of Love), opening de la serie de anime. Su sencillo saldrá a la venta el 25 de enero de 2017.

### The Idolmaster
- Participó del sencillo THE IDOLMASTER CINDERELLA GIRLS STARLIGHT MASTER 03 HiFi Days como su personaje Rika Jōgasaki interpretando el tema SUPERLOVE. El sencillo ha sido el más vendido en su semana de lanzamiento, llegando a las 89.176 copias.[13]
- Formó parte del sencillo THE IDOLM@STER CINDERELLA GIRLS STARLIGHT MASTER 08 "BEYOND THE LIGHT", en su rol como Rika Jōgasaki, junto con sus compañeras: Naomi Ozora, Mai Fuchigami, Nao Tōyama y Nanami Yamashita. En su semana de lanzamiento ha vendido 44.316 copias, siendo el 3º más vendido en dicha semana en Japón.[14]

### Otras Interpretaciones
- Interpretó el primer ending Believe×Believe de Absolute Duo, y el segundo Apple Tea no Aji (アップルティーの味) a dúo con Haruka Yamazaki.[15][16]
- Participó del opening Oato ga Yoroshikutte... yo! (お後がよろしくって…よ!) de la serie Joshiraku junto con sus compañeras de elenco.[17][18]
- Como parte de "Zähre", cantó el ending de Schwarzesmarken Kanashimi ga Jidai wo Kakeru (哀しみが時代を駆ける).[19][20]
- Formando parte de "L.I.N.K.s" participó del ending de Ange Vierge Link with U, cuyo sencillo fue lanzado el 10 de agosto de 2016, llegando, en la primera semana, al puesto 70 de venta de los rankings japoneses.[4][21]